# St-Martin (Valaurie)

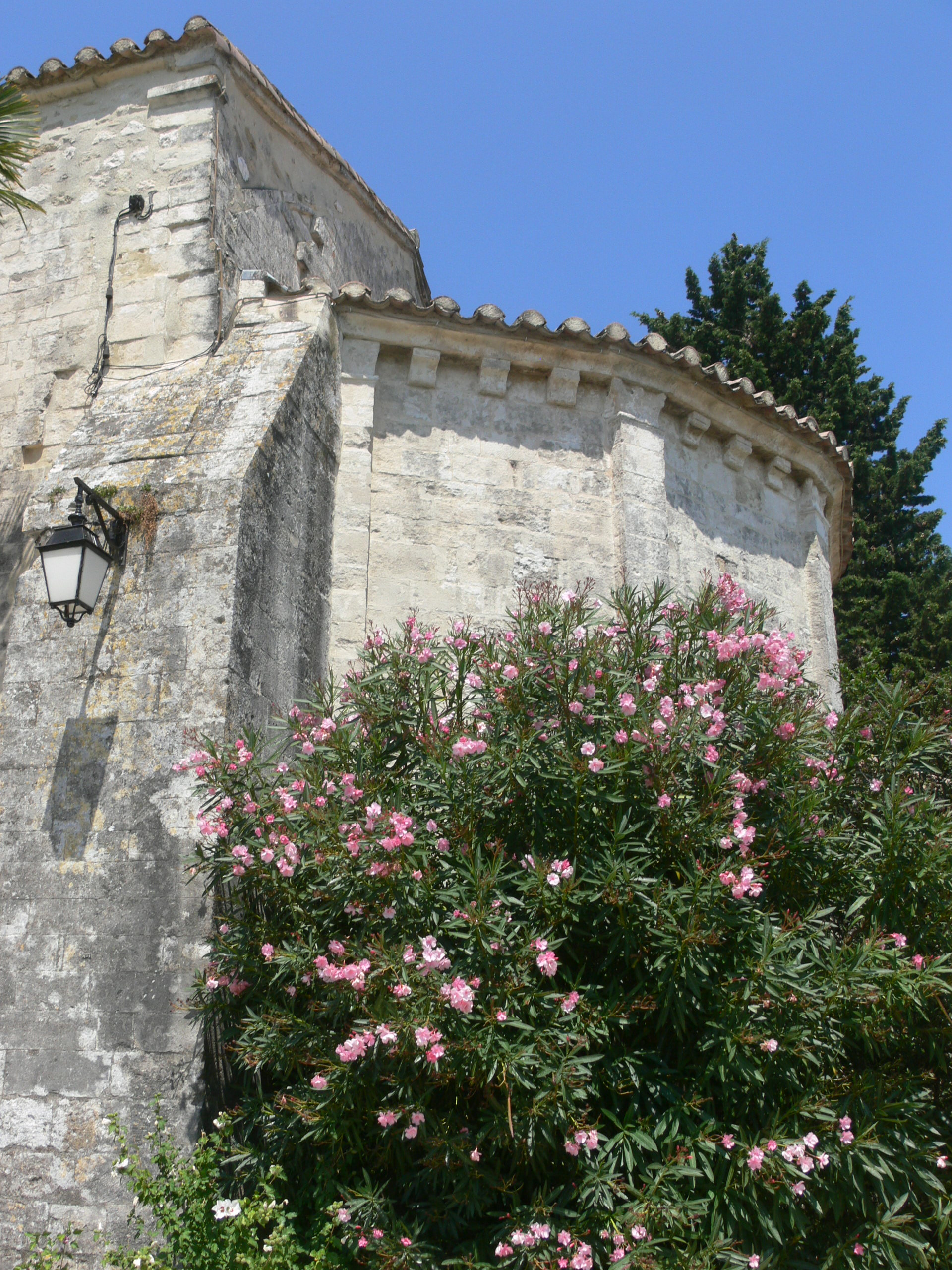
Apsis von Saint-Martin

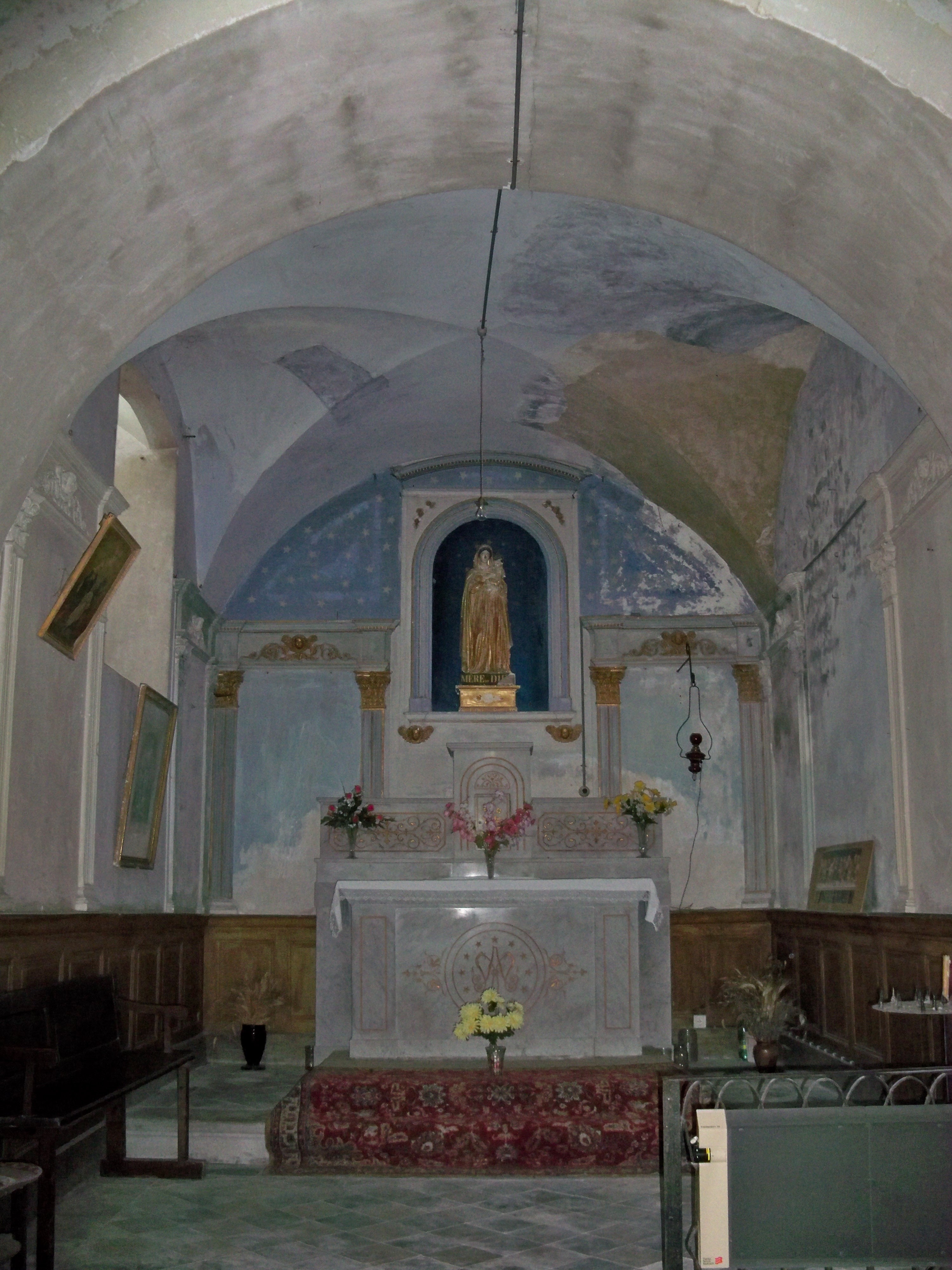
Chor

Die katholische Kirche Saint-Martin in Valaurie, einer französischen Gemeinde im Département Drôme in der Region Auvergne-Rhône-Alpes, wurde im 12. Jahrhundert errichtet. Die Kirche ist seit 1926 ein geschütztes Baudenkmal (Monument historique).

## Geschichte
Die dem heiligen Martin geweihte Kirche geht wohl auf das 5. oder 6. Jahrhundert zurück. Der heutige Bau stammt jedoch erst aus dem 11. und 12. Jahrhundert und gehörte im Mittelalter zum Kapitel der Kathedrale Notre-Dame in Saint-Paul-Trois-Châteaux; er wurde im 15. Jahrhundert umgebaut.

## Architektur
Saint-Martin besitzt nur ein Langhaus mit drei Jochen und einen Chor, der innen halbrund und außen pentagonal ist. Das Besondere dieser Kirche ist der Eingangshallenturm vor der Westfassade, eine in der Provence seltene Lösung. Das Gewölbe der Kirche wurde im Jahr 1673 erneuert. Der – abgesehen von der durch Lisenen gegliederten Apsis – im Äußern und im Innern eher schmucklos gehaltene Kirchenbau wurde im Jahr 1926 als Monument historique anerkannt.